# Katianira platyura
Katianira platyura is een pissebed uit de familie Katianiridae. De wetenschappelijke naam van de soort is voor het eerst geldig gepubliceerd in 2006 door Shimomura & Akiyana.